# 聖威尼斯 (加利福尼亞州)
聖威尼斯（英語：Santa Venetia）是位於美國加利福尼亞州馬林縣的一個人口普查指定地區。

## 地理
聖威尼斯的座標為37°59′55″N 122°31′31″W / 37.99861°N 122.52528°W，而該地最高點為海拔高度17米（即56英尺）。

## 人口
根據2010年美國人口普查的數據，聖威尼斯的面積為9.531平方千米，當中陸地面積為9.482平方千米，而水域面積為0.049平方千米。當地共有人口4292人，而人口密度為每平方千米450人。